# دهستان محمودآباد (شاهین‌دژ)
دهستان محمودآباد نام دهستانی در بخش مرکزی شهرستان شاهین‌دژ، استان آذربایجان غربی در ایران است. براساس سرشماری مرکز آمار ایران در سال ۱۳۸۵، جمعیت آن ۷۸۹۹ نفر (۱۷۴۱ خانوار) بوده‌است.